# Колдунов Єгор Олександрович
Єго́р Олекса́ндрович Колдуно́в (16 вересня 1985 — 29 серпня 2014) — рядовий батальйону патрульної служби міліції особливого призначення «Дніпро-1», учасник російсько-української війни.

## Короткий життєпис
Народився 1985 року в місті Дніпропетровськ.
В часі війни — рядовий міліції 2-го взводу 2-ї роти Добровольчого батальйону патрульної служби міліції особливого призначення «Дніпро-1», псевдо «Техас».
Зник безвісти під час прориву колони з Іловайська на дорозі поміж селом Новокатеринівка та хутором Горбатенко.
3 вересня 2014-го тіло Єгора Колдунова разом з тілами 96 інших загиблих у Іловайському котлі було привезено до дніпропетровського моргу. 16 жовтня 2014 року тимчасово похований на Краснопільському цвинтарі міста Дніпропетровська, як невпізнаний Герой.
Перебував у списках зниклих безвісти. Був упізнаний за тестами ДНК.

## Нагороди та вшанування
За особисту мужність і героїзм, виявлені у захисті державного суверенітету та територіальної цілісності України, вірність військовій присязі під час російсько-української війни, відзначений — нагороджений
- 15 травня 2015 року — орденом «За мужність» III ступеня (посмертно)[1]
- Його портрет розміщений на меморіалі «Стіна пам'яті полеглих за Україну» у Києві: секція 3, ряд 10, місце 19
- Вшановується 29 серпня на щоденному ранковому церемоніалі вшанування українських захисників, які загинули цього дня у різні роки внаслідок російської збройної агресії[2]
- Іловайський Хрест (посмертно)